# روبرت هيويت ولف
روبرت هيويت ولف (بالإنجليزية: Robert Hewitt Wolfe)‏ هو كاتب سيناريو أمريكي، ولد في 1964 في واتربوري في الولايات المتحدة.

## وصلات خارجية
- الموقع الرسمي
- روبرت هيويت ولف على موقع IMDb (الإنجليزية)
- روبرت هيويت ولف على موقع ألو سيني (الفرنسية)
- روبرت هيويت ولف على موقع قاعدة بيانات الفيلم (الإنجليزية)
- روبرت هيويت ولف على موقع كينوبويسك (الروسية)